# Libro dei Giudici
Il libro dei Giudici (ebraico שופטים shofetìm; greco Κριτές krités; latino Iudicum) è un testo contenuto nella Bibbia ebraica (Tanakh) e cristiana.
È scritto in ebraico e, secondo l'ipotesi maggiormente condivisa dagli studiosi, la sua redazione definitiva, ad opera di autori ignoti, è collocata al VI-V secolo a.C. in Giudea, sulla base di precedenti tradizioni orali e scritte, in particolare della cosiddetta fonte deuteronomista del VII secolo a.C. (vedi Ipotesi documentale).
È composto da 21 capitoli descriventi la storia delle dodici tribù in Canaan e dei Giudici, carismatici capi militari occasionali. 

## Introduzione
Giudici, in ebraico Shofetim (il termine in ebraico significa anche governatori), sono presentati come capi militari e civili suscitati da Dio in determinate occasioni per liberare una o più tribù israelitiche dalla minaccia delle popolazioni vicine. Accanto a queste figure di stampo militare, il libro racconta anche dei giudici responsabili dell'ordinaria amministrazione e della vita legislativa all'interno delle varie tribù, i cosiddetti giudici minori.
Il libro non è dominato da un personaggio principale, bensì presenta diverse figure tra le quali non esiste quasi continuità. La percezione di disomogeneità che ne deriva non è da attribuire a presunti limiti dell'autore, piuttosto riflette la fluidità del periodo storico, un periodo di transizione tra Giosuè e l'inizio della monarchia: "In quel tempo non c'era re in Israele; ciascuno faceva ciò che sembrava giusto ai suoi occhi" (Giudici, 21.25).

## Periodo storico
Per gli studiosi, che collocano l'ingresso degli ebrei in Canaan al XIII secolo a.C., il periodo dei giudici corrisponderebbe al 1150-1050 a.C.. Questa datazione breve, tuttavia, provoca notevoli incongruenze col testo biblico, che sembra collocare l'Esodo due secoli prima (in 1 Re 6,1 si afferma che fra l'Esodo e la costruzione del tempio nel X secolo a.C. trascorsero 480 anni). Anche i dati cronologici che compaiono nel libro dei Giudici non sono compatibili con una durata troppo breve di questo periodo.
La successione cronologica fu organizzata in modo da ottenere cicli di quarant'anni e un numero totale di giudici pari alle tribù di Israele, cioè 12 che sono nell'ordine di citazione del libro: Otniel, Eud, Samgar, Debora, Gedeone, Tola, Iair, Iefte, Ibsan, Elon, Abdon e Sansone. Tale successione cronologica non è però storicamente congruente con una durata breve del periodo e, come osservano gli esegeti dell'interconfessionale Bibbia TOB, "effettivamente il libro dei giudici non ha data alcuna. È solamente indicata la durata di ciascuna giudicatura; ma se si sommano le cifre fornite per ogni giudice, si ottiene una durata di 410 anni, cosa che non è compatibile con gli altri dati cronologici della storia di Israele. La maggior parte delle cifre proviene da redattori e se è certo che ciascuno aveva la propria logica, è quasi impossibile ritrovarla e comprenderla".
Questo giudizio scoraggiante è stato successivamente ritenuto erroneo da David Miano, che sosteneva come le cronologia dei Giudici è stata costruita proprio in accordo con la durata totale di 480 anni affermata nel libro dei Re Gli esegeti della Bibbia di Gerusalemme, negli stessi anni, sottolineavano comunque, al pari di quelli dell'interconfessionale Bibbia TOB, che il testo biblico "ha punteggiato i racconti con indicazioni convenzionali, in cui compaiono le cifre di 40, durata di una generazione, o del suo multiplo 80, o della sua metà 20, con un evidente sforzo di ottenere un totale che, combinato con altri dati della Bibbia, corrisponde ai 480 anni che la storia deuteronomista pone tra l'uscita dall'Egitto e la costruzione del tempio [...] non permette però di scriverne una storia continuata. La cronologia che dà è artificiale, come abbiamo detto [...] e l'epoca dei giudici abbraccia un secolo e mezzo".

Gli stessi esegeti notano ancora che "questa concezione teologica della storia, che suppone che i giudici si siano susseguiti secondo l'ordine cronologico del libro e che ciascuno abbia agito a favore di tutto Israele, non corrisponde che imperfettamente alla realtà storica; ci sono, alla base del libro, racconti originariamente indipendenti su eroi locali; la relazione cronologica tra gli uni e gli altri è stabilita arbitrariamente".

## La formazione
L'origine del libro è da ricercarsi nelle tradizioni orali tramandate all'interno dei clan e delle tribù ebraiche, tradizioni che avevano al centro le vicende belliche dei cosiddetti grandi giudici: Ehud, Debora e Barak, Gedeone, Iefte e Sansone. Questo ciclo epico, risalente al IX secolo a.C., fu progressivamente ampliato e riadattato fino agli interventi della scuola deuteronomistica, cui si deve la sistemazione finale del materiale. Sempre nell'ambito della scuola deuteronomistica furono introdotti anche gli avvenimenti che vedono protagonisti i "giudici minori". 
Dall'insieme dei racconti si delinea un periodo storico caratterizzato dall'ostile e incombente pressione dei vicini, Edomiti, Madianiti, Filistei, la costante tensione e insicurezza e la necessità di fronteggiare questa crescente ostilità attraverso un contrasto unitario e non per singola tribù sarà la causa prima della nascita della monarchia presentata nel successivo libro (1 Re), questo nonostante la negatività con cui è presentata questa istituzione (Gdc 9, 7-15), una necessità per non precipitare nel caos sapientemente delineato come prospettiva dall'intreccio narrativo. 
Nel libro si riscontrano, oltre ai problemi con la cronologia, una serie di difficoltà a livello storico e geografico e gli esegeti della École biblique et archéologique française (i curatori della Bibbia di Gerusalemme), nel sottolineare alcune delle incongruenze, puntualizzano anche che "il libro è quasi l'unica fonte a nostra disposizione per la conoscenza dell'epoca dei giudici. Non permette però di scriverne una storia continuata. La cronologia che dà è artificiale", mentre i curatori della Bibbia Edizioni Paoline osservano, in riferimento ad esempio al c.20, come "nel capitolo abbondano le difficoltà testuali, letterarie e storiche, dovute alla fusione di diverse fonti. I numeri sono astronomici"; anche Samgar, presentato come un giudice in Gc3,31, non era originariamente nella lista dei giudici e tale versetto è un'aggiunta posteriore.

## Aspetti teologici
Alla rielaborazione deuteronomistica si deve dunque la forma attuale del Libro dei Giudici, in cui gli avvenimenti sono presentati in una successione cronologica come se ogni giudice avesse esercitato il pieno controllo su tutto il territorio e non (come doveva essere) su specifiche e limitate aree geografiche. Lo svolgimento dei fatti fu poi compreso in uno schema narrativo fisso composto da quattro fasi: "peccato-castigo-pentimento-liberazione".
L'inosservanza dell'alleanza sinaitica, presentata nell'espressione “Gli Israeliti fecero ciò che è male agli occhi del Signore…” , ad esempio un atteggiamento troppo accondiscendente verso altre divinità (i Baal), suscita il castigo, castigo che si concretizza in sconfitte militari, privazioni di beni materiali ”…Perciò l'ira del Signore si accese contro Israele e li mise nelle mani di…”; quindi il pentimento e l'intervento divino che comporta la liberazione “…gli Israeliti gridarono al Signore, e il Signore suscitò loro un liberatore…”.

## Struttura e contenuto
Dal punto di vista narrativo il libro dei Giudici è formato da 21 capitoli ed è suddivisibile in tre parti:
1. L'inizio mostra due introduzioni, la prima (1 - 2,5) sulla situazione delle tribù insediate in Canaan e sulla lenta, difficoltosa e disordinata occupazione della terra promessa, la seconda (2,6 - 3,6) sulla teologia della storia
2. Seguono le vicende dei «grandi Giudici» tra cui la storia di Debora e Barak presentata in due versioni indipendenti, una in prosa e una antichissima in versi, spazio considerevole è dato poi a Gedeone e Sansone, indubbiamente il più singolare dei Giudici. Infine abbiamo i «piccoli Giudici» (Gdc 3,7-16), presentati in una breve notizia dallo schema redazionale fisso.
3. Chiude il libro la vicenda di Mica e del santuario tribale di Dan, e la vicenda della concubina del Levita di Efraim causa della guerra contro i beniaminiti (Gdc 17-21).

La redazione finale è dagli studiosi collocata intorno al sec. VI a.C.

### Riferimenti
1. ↑  (PT)  O Período dos Juízes (aprox 1300-1050 a.E.C) Archiviato il 3 marzo 2016 in Internet Archive. Chazit Hanoar.
2. ↑  Michael D. Coogan, A Brief Introduction to the Old Testament, New York, Oxford University Press, 2009, Glossary, p. 426
3. ↑   Giudici 21.25, su La Parola - La Sacra Bibbia in italiano in Internet.
4. ↑  Hans Küng, Ebraismo (Das Judentum), ed. BUR, Milano, 1995, p. 89.
5. ↑  Bibbia TOB, Elle Di Ci Leumann, 1997, p. 442, ISBN 88-01-10612-2. (Cfr anche: Bibbia di Gerusalemme, EDB, 2011, pp. 422-423, ISBN 978-88-10-82031-5.).
6. ↑  David Miano, Shadow on the Steps: Time Measurement in Ancient Israel, SBL, Atlanta, 2010, p. 412.
7. 1 2  Bibbia di Gerusalemme, EDB, 2011, pp. 422-423, ISBN 978-88-10-82031-5.
8. ↑  Bibbia di Gerusalemme, EDB, 2011, p. 481, ISBN 978-88-10-82031-5.
9. ↑  La Bibbia, Edizioni Paoline, 1991, p. 331, ISBN 88-215-1068-9. (Cfr anche: Bibbia di Gerusalemme, EDB, 2011, p. 522, ISBN 978-88-10-82031-5 e Bibbia TOB, Elle Di Ci Leumann, 1997, p. 483, ISBN 88-01-10612-2).
10. ↑   Gc3,31, su La Parola - La Sacra Bibbia in italiano in Internet.